# Umiak

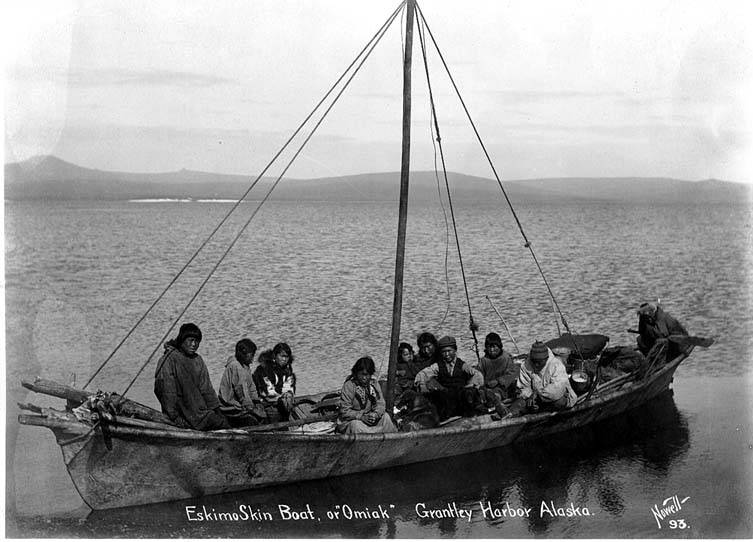
Inuit su un umiak, Grantley Harbor, Alaska, ca 1904, (NOWELL 52)

Umiak è un termine appartenente alla lingua inuit, con cui si intende una piccola imbarcazione di pelle di tricheco a propulsione con pagaia singola, cioè con pala ad una sola estremità, con timone e una piccola vela, governata dalle sole donne e utilizzata per il trasferimento dei figli e dei beni frugali della famiglia da un sito invernale ad uno estivo e viceversa. 
Il termine umiak è generalmente contrapposto a kayak, barca del cacciatore, utilizzata solo dai maschi, molto più sottile e veloce e propulsa con pagaia a pala doppia. L'uso di entrambe le imbarcazioni sta ormai diventando obsoleto, sostituito dalle imbarcazioni a motore e in materiali plastici .